# Нестеровский, Епифаний Григорьевич
Епифаний Григорьевич Нестеро́вский (1857 — ?) — российский богослов, педагог и духовный писатель.
О его жизни сохранилось очень мало сведений. Окончил курс в Киевской духовной академии и некоторое время преподавал там гомилетику и литургику; Ф. И. Титов в своих дневниках негативно отзывался о нём как о преподавателе. Затем преподавал те же два предмета в Курской духовной семинарии.
Главные его труды: «Литургика или наука о богослужении православной церкви», первоначально изданная в Курске в 1895 году (часть 1, 2 издания, Москва, 1901; часть II, 2 издания, Санкт-Петербург, 1905; в начале XX века книга пользовалась широкой известностью как учебное пособие и было переведено на болгарский язык в переводе и с дополнениями иеромонаха Макария (София, 1906), однако на неё встречались и негативные рецензии); «Образцы святоотеческой проповеди» (Курск, 1899).